# Christina Poulitsi
Christina Poulitsi  (griechisch Χριστίνα Πουλίτση, *  in Athen) ist eine griechische Opernsängerin in der Stimmlage des Koloratursopran.

## Leben
Christina Poulitsi studierte Musikwissenschaft und Musiktheorie an der Universität Athen. Danach studierte sie in Berlin als Absolventin der Maria-Callas-Stiftung an der Universität der Künste.
2009 debütierte sie als Isabella in Gioachino Rossinis Oper L’inganno felice an der Griechischen Nationaloper Athen. Seitdem tritt sie dort regelmäßig auf. Zu ihren bisherigen Partien gehören unter anderem die der Musetta in La Bohème und Schwester Constance in Dialogues des Carmélites.
Ein Jahr später sang sie in Rossinis Il viaggio a Reims die Rolle der Contessa di Folleville im Rahmen des Rossini Opera Festival Pesaro.  Ihre bekannteste Rolle ist die der Königin der Nacht in Mozarts Oper Die Zauberflöte. Diese Rolle sang sie unter anderem schon in Düsseldorf an der Deutschen Oper am Rhein, an der Komischen Oper Berlin, an der Semperoper in Dresden, der Oper Turin, den Opernhäusern von Cagliari und Athen sowie der Oper Freiburg.
Im August 2014 war sie Finalistin der World Opera Competition, einem internationalen Opernwettbewerb. Im gleichen Jahr wurde sie zur besten jungen Sängerin des Jahres gewählt. In der Saison 2014/15 gastiert sie an der Semperoper auch in dem Opernstück Capriccio.